# Apoteosi di san Sebastiano
L'Apoteosi di San Sebastiano è un dipinto a olio su tela realizzato intorno al 1725 da Sebastiano Ricci e conservato al Musée des beaux-arts di Strasburgo.

## Storia
Descritta da Pierre Rosenberg come "magnifica" e "uno dei più perfetti risultati di Sebastiano Ricci", la tela riprende un soggetto già trattato dall'artista negli affreschi perduti della Chiesa di San Sebastiano (Venezia); uno studio preparatorio è conservato in una collezione privata.
Il dipinto appartenne ai duchi di Buccleuch fino al 1953 e fu successivamente acquistato da Othon Kaufmann e François Schlageter, che lo donarono al Museo di Strasburgo nel 1994.